# ريتشارد جاي نولان
ريتشارد جاي نولان (بالإنجليزية: Richard J. Nolan)‏ هو عسكري أمريكي، ولد في 1848 في جزيرة أيرلندا في جمهورية أيرلندا، وتوفي في 26 أغسطس 1905.